# MacPlus
 (mai 2013).
MacPlus, fondé en septembre 1997, par Romain Bisseret et Olivier Royer, est le plus ancien des sites web francophones d'information sur Apple. C'est une association loi de 1901 qui regroupe trois sites web : MacPlus.net (actualité Mac, iPod, iPhone et iPad), Mac2Sell.net (cote de l'occasion des produits Apple) et FunTouch.net (actualité des jeux sur iOS).
En janvier 2016, la rédaction ferme le site « parce que l’envie n’y est tout simplement plus »,.